# تمجی (بوتان)
تمجی (به لاتین: Tamji) یک منطقهٔ مسکونی در بوتان (کشور) است که در استان گاسا واقع شده‌است.